# Middlebury (CDP w Vermont)
Middlebury – jednostka osadnicza w Stanach Zjednoczonych, w stanie Vermont, w hrabstwie Addison.